# Sakineh Mohammadi Ashtiani
Sakineh Mohammadi Ashtiani (Perzisch: سکينه محمدي آشتياني), 1967, Iran, is een Iraanse vrouw die sinds 2006 in een dodencel zit. Haar controversiële zaak werd in 2010 internationaal bekend na rapporten dat ze ter dood veroordeeld was wegens ontucht.

## Processen
Haar eerste proces vond plaats op 15 mei 2006 door een gerechtshof in Tabriz, waar ze schuld bekende aan de misdaad "illegale verhouding" met twee mannen, hoewel de incidenten hadden plaatsgevonden na de dood van haar echtgenoot. Ze werd veroordeeld tot geseling met 99 zweepslagen, welke straf uitgevoerd werd.
In september 2006 werd haar zaak heropend, nu bij een andere rechtbank die een van de twee mannen vervolgde voor betrokkenheid bij de dood van Mohammadi Ashtiani's echtgenoot. Ze werd toen veroordeeld voor overspel in het huwelijk, en tot de dood door steniging. Later trok ze haar bekentenis voor deze misdaad in, vanwege het feit dat deze onder druk was afgelegd en ze geen Perzisch spreekt, maar alleen Turks. Malek Ejdar Sharifi, hoofd van de Oost-Azerbeidzjaanse provinciale rechterlijke macht zei: "Ze werd ter dood veroordeeld... voor moord, doodslag en ontucht." Het Iraanse hooggerechtshof bekrachtigde het doodvonnis op 27 mei 2007; alleen gratie van Ayatollah Ali Khamenei zou de executie kunnen verhinderen.
De Iraanse ambassade in Londen verklaarde: "Volgens de gerechtelijke autoriteiten in Iran zal ze niet door steniging geëxecuteerd worden", de mogelijkheid van een andere executiemethode openhoudend. Voor verslaggevers in Iran is het verboden over de zaak te berichten. Haar eerste advocaat, Mohammed Mostafaei, moest op 26 juli 2010 in Iran onderduiken, en vroeg hierna asiel aan, eerst in Turkije, daarna in Noorwegen.
4 augustus 2010 berichtten de Iraanse autoriteiten aan Mohammadi Ashtiani's huidige advocaat, Houtan Kian, dat zij nog steeds de doodstraf zal krijgen, nu door ophanging. Diezelfde dag verwierp het hooggerechtshof in Teheran heropening van de zaak en droeg het de aanklager op over te gaan tot executie. Haar zaak werd hierop overgedragen aan vice-procureur-generaal Saeed Mortazavi. Op 12 augustus 2010 werden beelden van Ashtiani uit de Tabriz-gevangenis op televisie getoond die haar bekentenis voor overspel en betrokkenheid bij moord toonden. Haar advocaat claimde dat ze de twee dagen voorafgaande aan het interview gemarteld was.

## Internationale campagne
Een campagne door haar twee kinderen kon een ophanden zijnde executie in juli 2010 voorkomen, maar de doodstraf niet ongedaan maken. Onder andere in Londen, Washington D.C. en ook in Nederland werd geprotesteerd. Oproepen om de executie tegen te houden kwamen van mensenrechtengroeperingen als Avaaz, Amnesty International en Human Rights Watch. Er werd een petitie opgesteld die door velen werd ondertekend.
Op 31 juli 2010 zei de president van Brazilië, Luiz Inácio Lula da Silva, dat hij de Iraanse leider Mahmoud Ahmadinejad zou vragen Mohammadi Ashtiani naar Brazilië te sturen, waar ze asiel zou kunnen krijgen. Volgens het Braziliaanse Ministerie van Buitenlandse zaken werd de Braziliaanse ambassadeur in Teheran meteen opgedragen dit voorstel over te brengen aan de Iraanse regering. Iraanse ambtenaren reageerden door te suggereren dat Lula "niet voldoende informatie had ontvangen over de zaak". De minister van Buitenlandse zaken van de Verenigde Staten Hillary Clinton noemde op 10 augustus 2010 Ashtiani in een verklaring, met het verzoek aan Iran de mensenrechten te eerbiedigen.
Begin november 2010 werd er bekendgemaakt dat Sakineh, naast de veroordeling voor overspel, ook veroordeeld zou zijn voor medeplichtigheid aan moord op haar echtgenoot. In deze zaak is ze veroordeeld tot de strop. "De autoriteiten hebben het groene licht gegeven aan de gevangenis in Tabriz voor de executie van Sakineh Mohammadi Ashtiani", verklaarde het in Duitsland gevestigde Internationale Comité tegen Steniging dinsdag op zijn website. Functionarissen in Iran wilden het bericht bevestigen noch ontkennen. Ashtiani zit vast in een gevangenis in de noordwestelijke stad Tabriz.

## In vrijheid gesteld
In 2014 werd Sakineh Mohammadi Ashtiani ontslagen uit de gevangenis.